# Clisa disneyi
Clisa disneyi är en tvåvingeart som först beskrevs av Mcalpine 1978.  Clisa disneyi ingår i släktet Clisa och familjen Cypselosomatidae.
Artens utbredningsområde är Lord Howeön. Inga underarter finns listade i Catalogue of Life.